# Димитър Коруджиев
Димитър Георгиев Коруджиев е български писател, автор на романите „Градината с косовете“ и „Домът на Алма“.

## Биография
Димитър Коруджиев е роден в София на 26 декември 1941 г. Завършва гимназия (1959) и българска филология в Софийския държавен университет (1966). Работи като редактор в отдел Култура на в. „Труд“ (1966 – 1972), във в. „Народна култура“ (1972 – 1974), в отдел Белетристика на сп. „Пламък“ (1974 – 1976), в издателство „Български писател“ (1976 – 1989), а след 1989 г. – в сп. „Съвременник“ и в. „Демокрация“. Вестник „Демокрация“ е създаден в дома му от група известни писатели и журналисти през зимата на 1989 – 90 г. От 1990 до 1997 г. води седмична есеистична рубрика във в. „Демокрация“.
Първата му публикация е във в. „Пулс“ през 1965 г.
Автор е и на пиесите „Омагьосаният кръг“ и „Стаята“, поставени в театър „София“ (1979 – 1981).
Общественик, участник в дисидентските групи през 1988 – 89, един от основателите на СДС, член на НСРТ (1997 – 2001), председател на Движение „Християнско възраждане“.
Постоянен председател на журито на наградата за къс разказ „Рашко Сугарев“.
Носител на президентския орден „Св. св. Кирил и Методий“ с огърлие „за особено големи заслуги в областта на културата“. Носител е на две награди на Министерство на културата, награда на Министерство на образованието, годишна награда на Съюза на българските писатели и други литературни награди. Последната от тях е специалната награда на Портал Култура за 2015 г. „За неговия изключителен принос към модерната българска проза и възвръщането и „по пътя на душата“.
Носител на националната журналистическа награда „Паница“ (в категория коментар/проблемна статия) на Фондация „Свободна и демократична България“ (1995).

### Художествена проза
- 1972 – „Ще мине време“ (разкази)
- 1974 – „Коридори в дъжда“ (повест)
- 1975 – „Нощната улица“ (разкази). София: Български писател, 132 с.
- 1976 – „Остров от тишина“ (разкази и новели). Варна: Георги Бакалов, 109 с.
- 1978 – „Подозрението“ (повест). София: Народна младеж, 120 с.
- 1980 – „Невидимият свят“ (разкази). София: Български писател, 142 с.
- 1981 – „Мигът преди здрачаване“ (разкази и новели). София: Профиздат, 200 с.
- 1984 – „Градината с косовете. Из спомените на вечния редник“ (роман). София: Военно издателство, 110 с.
- 1986 – „Домът на Алма. Шведски записки“ (роман). София: Български писател, 197 с.
- 1988 – „Къща под наем“ (роман). София: Профиздат, 149 с.
- 1992 – „Десет години по-късно“ (роман). София: Слънце, 104 с.
- 1995 – „Преди да се умре: Фантазия за Сашо Сладура“. (роман) София: Литературен форум, 1995, 152 с.
- 2008 – „1989“ (роман)[14], [15]

### Есеистика
- 1974 – „Този чудесен ритъм“ (очерци)
- 1979 – „Болката, когато е прекрасна“ (есеистични фрагменти). Варна: Георги Бакалов, 135 с.
- 1991 – „Пуснете слънчевата светлина. 77 есета от в. „Демокрация“ (политически есета). София: Златорог, 168 с.
- 1995 – „Християнската свобода“ (есета)
- 1995 – „Пътят на душата“ (есета). София: УИ „Св. Климент Охридски“, 186 с.
- 1999 – „Всичко е история“ (есета)
- 2001 – „Тайнствения бард“ (есета)
- 2003 – „Разговор за Бога“ (православни фрагменти)
- 2004 – съавтор на книгата „Християнска етика“ заедно с Д. Киров и Д. Свиленов, излязла в половинмилионен тираж след многократно преиздаване (безплатно разпространение). През 2016 г. книгата излиза на френски и се разпространява в християнски училища във Франция и Белгия.

### За деца и юноши
- 1980 – „Градското джудже“ (повест за деца). София: Отечество, 88 с.
- 1982 – „Приключение на таванския етаж“ (роман за деца и юноши)
- 1983 – „Крадци на книги“ (повест за деца). София: Отечество, 160 с.
- 2005 – „Жития за православни светци, разказани за деца“
- 2015 – „Спасеното семейство – Християнски роман за деца“

### Преводи на творби на Димитър Коруджиев
Негови книги са преведени на гръцки, немски (Австрия и Германия), румънски, руски, унгарски, френски, английски (САЩ). Откъси от романите му, новели, цикли с негови разкази са публикувани в литературни списания и антологии на тези и други езици.